# Jini
Jini är ett system från Sun Microsystems för sammankoppling av olika enheter som digitalkameror, videokameror, skrivare, skannrar, TV-apparater, larmsystem, köksutrustning och så vidare. Jini är baserat på Java och medger Plug-and-Play-funktionalitet för kringutrustning utan att installera drivrutiner. När en Jinienhet ansluts överför den ett Javaprogram. När enheten kopplas ifrån raderas de filer som installerats.
Jini är IP-baserat och använder DHCP vid tilldelning av IP-adresser. Jini-baserade system måste stödja Unicast TCP och Multicast UDP och tillhandahålla en HTTP-server som kan sprida Java bytekod.
Jini konkurrerar med Microsofts Universal Plug-and-Play och Hewlett Packards Chaiappliance Plug-and-Play.